# 32. Sinfonie (Haydn)
Die Sinfonie C-Dur Hoboken-Verzeichnis I:32  komponierte Joseph Haydn um 1760/61. Das frühe Werk ist im festlichen C-Dur-Stil „mit Pauken und Trompeten“ gehalten.

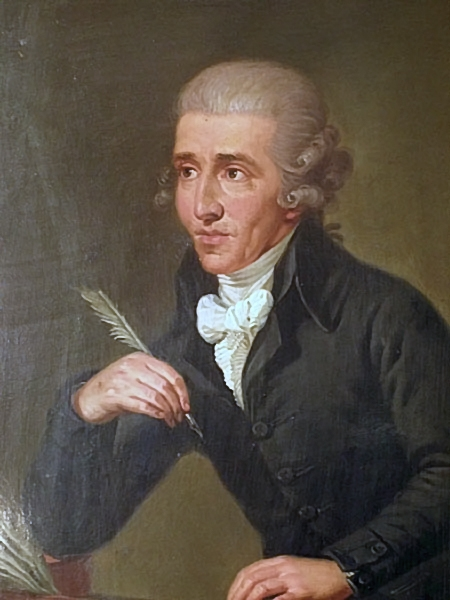
Joseph Haydn (Gemälde von Ludwig Guttenbrunn, um 1770)

Haydn komponierte die Sinfonie Nr. 32 um 1760/61 vermutlich für die Hofkapelle des Grafen Morzin, bei dem er im Jahr 1760 angestellt war. Das frühe Werk ist im festlichen C-Dur-Stil „mit Pauken und Trompeten“ gehalten. Von Haydns frühen Sinfonien gehören ferner Nr. 20, Nr. 33 und Nr. 37 zu diesem Typus (teils wurden Pauken und Trompeten nachträglich hinzugefügt, sind bei Nr. 32 aber einheitlich überliefert, s. u.). Die meisten anderen Sinfonien aus dieser Zeit haben entsprechend der wohl eher kleinen Hofkapelle des Grafen Morzin eine kleinere Besetzung.
Nach H. C. Robbins Landon zeichnen sich diese frühen C-Dur Sinfonien für „großes“ Orchester durch eine eher unpersönliche Atmosphäre aus, die an die kalte Eleganz barocker österreichischer Klöster erinnere. Der Schwerpunkt von Nr. 32 liegt wie damals üblich auf dem ersten Satz, der im Charakter einer barocken Intrada mit seinen zahlreichen Fanfaren besonders festlich ausgeprägt ist. Den Schlusssatz hat Haydn dagegen  als „Kehraus“ deutlich leichter angelegt. Die Sinfonie ist – was damals noch nicht selbstverständlich war – viersätzig. Entgegen dem sich später etablierenden Schema steht das Menuett an zweiter und der langsame Satz an dritter Stelle (von Haydns frühen Sinfonien ebenso z. B. bei Nr. 37 und 108.). Der langsame Satz ist  sanglich gehalten und ebenso wie das Trio des Menuetts nur für Streicher instrumentiert.

## Zur Musik
Besetzung: zwei Oboen, zwei Hörner in C alto, zwei Trompeten, Pauken, zwei Violinen, Viola, Cello, Kontrabass. Zur Verstärkung der Bass-Stimme wurde damals auch ohne gesonderte Notierung ein Fagott eingesetzt.  Über die Beteiligung eines Cembalo-Continuos in Haydns Sinfonien bestehen unterschiedliche Auffassungen. Zu den Pauken und Trompeten schreibt die vom Joseph Haydn-Institut Köln herausgegebene Werkausgabe: „Diese Instrumente gehörten nicht zum Standard, waren aber für gewisse repräsentative Gelegenheiten, bei denen man ein festliches C-Dur-Stück brauchte, wünschenswert oder sogar unabdingbar. Nur in Sinfonie 32, der größten und „festlichsten“ C-Dur-Sinfonie dieses Bandes, sind Trompeten und Pauken einheitlich überliefert.“
Aufführungszeit: ca. 15 bis 20 Minuten (je Tempo und nach Einhalten der vorgeschriebenen Wiederholungen)
Bei den hier hilfsweise benutzten Begriffen der Sonatensatzform ist zu berücksichtigen, dass dieses Modell erst Anfang des 19. Jahrhunderts entworfen wurde (siehe dort) und für eine Sinfonie von ca. 1760 nur mit Einschränkungen herangezogen werden kann.  – Die hier vorgenommene Beschreibung und Gliederung der Sätze ist als Vorschlag zu verstehen. Je nach Standpunkt sind auch andere Abgrenzungen und Deutungen möglich.

### Erster Satz: Allegro molto
C-Dur, 2/4-Takt, 181 Takte

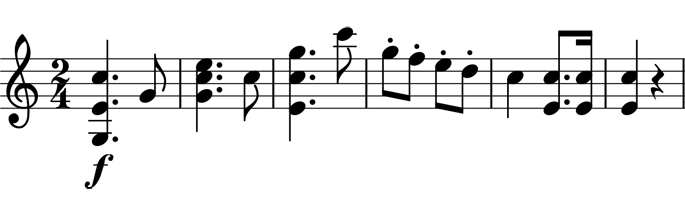
Beginn des Allegro molto, 1. Violine

Die Sinfonie eröffnet mit einer imposanten fanfarenartigen Passage („erstes Thema“) im Forte: Signalartig aufsteigende Dreiklänge in den Violinen unter Beteiligung von Hörnern und Trompeten; „Trommelbass“ auf C von Fagott, Cello und Kontrabass, taktweise Schläge der Pauke. Diese Eröffnungsfanfare besteht aus einem sechstaktigen (Takt 1–6) und einem viertaktigen (Takt 7–10) Gedanken. Der viertaktige Gedanke wird wiederholt und wechselt dann rasch von der Tonika C-Dur zur Dominante G-Dur, die in Takt 19 mit zwei Akkordschlägen erreicht wird. Der folgende Abschnitt (Takt 20–46) ist anfangs durch den Wechsel von Frage (piano) und Antwort (forte, mit Hornfanfare) gekennzeichnet, dann folgen Staccato-Dreiklangsbrechungen in den Violinen, die in ein Tremolo übergehen.
Das kurze, kontrastierende „zweite Thema“ (Takt 47 ff.) steht in g-Moll und wird nur von den Streichern piano vorgetragen. Es basiert auf einem fragenden Staccato-Tonrepetitionsmotiv, beantwortet von einer fallenden Linie. Diese viertaktige Einheit wird wiederholt mit Weiterführung der fallenden Linie, die in die Schlussgruppe mit Tremolo und Fanfaren übergeht. Der erste Teil des Satzes („Exposition“) endet in Takt 70 und wird wiederholt.
Der Mittelteil des Satzes greift die fanfarenartigen Dreiklangsbrechungen vom Satzanfang mit Echowirkung (Wiederholung im Piano) auf. Eine längere Forte-Tremolopassage streift verschiedene Tonarten und führt dann in einen weiteren Abschnitt, bei dem sich Dreiklangsbrechungen und Läufe in den Violinen abwechseln. Mit der Zäsur in Takt 113 ist die Tonika C-Dur vorbereitet (Dominante G wird erreicht und mit Trompetenfanfare betont) und lässt den Hörer den Eintritt der Reprise erwarten. Diese zögert Haydn jedoch hinaus: Die Streicher setzen piano ein, wobei die Violinen versetzt das Tonrepetitionsmotiv vom „zweiten Thema“ aus Takt 47 spielen und dabei nochmals kurzfristig C-Dur verlassen.
Die in Takt 132 beginnende Reprise ist gegenüber der Exposition verkürzt: zwar ist zwischen der Eröffnungsfanfare und dem „Frage-Antwort“ – Motiv eine Tremolopassage eingefügt, das Frage-Antwort – Motiv wird jedoch nur einmal gebracht und das „zweite Thema“ ausgelassen. Die Schlussgruppe entspricht weitgehend der der Exposition und beendet den Satz im Tremolo. Auch der zweite Satzteil (Mittelteil und Reprise) wird wiederholt.

„[Die Sinfonie Nr. 32 arbeitet im Kopfsatz] mit großeren Klangflächen, entsprechend großflächigen Kontrasten und zielgerichteten Steigerungen durch Taktgruppen-Erweiterung, motivische Verdichtung und Bewegungssteigerung […] – die großräumige, im Detail immer wieder neu und überraschend ausdifferenzierte Zweiteiligkeit der Exposition des Kopfsatzes mit ihrem geradezu lehrbuchhaftem Gegensatz von erstem und zweitem Thema bzw. Motivkomplex ist schon recht nahe an der klassischen Formensprache und weit entfernt von fast allem, was die Zeitgenossen zu bieten haben.“

### Zweiter Satz: Menuet
C-Dur, 3/4-Takt, mit Trio 58 Takte
Das höfisch-zeremoniellen Menuett (durchweg forte) beginnt als aufsteigende Dreiklangsfigur im punktierten Rhythmus (im Bass imitiert) und Tonrepetition. Der viertaktige Gedanke wird von einer Fanfare in Hörnern und Trompeten abgeschlossen und als Variante mit Triolen wiederholt. Der kurze Mittelteil greift das Tonrepetitionsmotiv auf, während die Triolen in der 2. Violine weiterlaufen, und kehrt bereits nach sechs Takten zum Hauptgedanken zurück.
Das kontrastierende Trio steht in c-Moll und ist nur für Streicher im Piano gehalten. Die ausdrucksvolle Melodie in der 1. Violine ist chromatisch angereichert. Ihre kennzeichnenden drei ganztaktigen Noten treten jeweils variiert auf (z. B. zu Beginn des zweiten Trioteils als aufsteigende, von einer Pendelfigur umspielte Linie).

### Dritter Satz: Adagio ma non troppo
F-Dur, 2/4-Takt, 86 Takte
Der Satz ist nur für Streicher gehalten und kontrastiert mit seiner kammermusikalischen Klangfarbe und der „mit Pausen durchbrochenen, seufzerartigen Cantilene“ zum vorigen Geschehen. Der Satz beginnt pianissimo mit einem zweitaktigen, in gleichmäßigen Staccato-Achteln aufsteigenden Motiv mit Triller, das durch die Instrumente geführt wird: Anfangs mit „tiefem“ Grundton in Bass und Viola, gefolgt von der 1. Violine und der 2. Violine. Durch die Begleitung mit Oktavsprung aufwärts und über den Takt gehaltenen Noten entsteht der Eindruck von Mehrstimmigkeit. Diese erste Passage („erstes Thema“) führt in Takt 9 zur Dominante C-Dur, wo nun das „zweite Thema“ einsetzt (Takt 10 ff.): Die stimmführende 1. Violine spielt eine durch Pausen abgesetzte Melodielinie mit Sechzehnteln, wobei die Staccato-Begleitung in der 2. Violine an den Motivkopf vom „ersten Thema“ erinnert. Ab Takt 18 wird der Melodiefluss durch Auslassen der Pausen gleichmäßiger und erreicht zweimal einen ausgehaltenen A-Dur – Septakkord, der jeweils als fallende Linie aufgelöst wird.  Die „Schlussgruppe“ ab Takt 28 stellt eine Variante des Anfangsmotivs dar. Der erste Satzteil („Exposition“) endet in Takt 25 und wird wiederholt.
Der Mittelteil des Satzes beginnt mit dem Motiv vom Satzanfang in versetztem Einsatz beider Violinen von C-Dur aus. Nach einer kurzen Überleitung wird bereits in Takt 41 mit dem Anfangsmotiv wieder reprisenartig die Tonika F-Dur erreicht. Diese Scheinreprise verlässt dann jedoch F-Dur, um kurz g-Moll und – mit der Umkehrung des Anfangsmotivs – f-Moll zu streifen. Die „richtige“ Reprise beginnt dann wiederum mit dem Anfangsmotiv in F-Dur in Takt 54. Sie ist gegenüber dem ersten Satzteil insoweit variiert, als der Abschnitt des „ersten Themas“ eine fallende Sequenzpassage des Anfangsmotivs enthält (mit den über den Takt ausgehaltenen Noten im Bass) und der Übergang zum Abschnitt des „zweiten Themas“ mit einem ganztaktigen C-Dur – Septakkord (mit Fermate) betont wird. Der Satz verhaucht im Pianissimo. Auch Mittelteil und Reprise werden wiederholt.

### Vierter Satz: Presto
C-Dur, 3/8-Takt, 96 Takte
Das Presto ist im damals typischen Charakter des leichten „Kehraus“-Satzes gehalten, wobei kurze, auftaktige und ähnlich strukturierte Motive im Wechsel von forte und piano hintereinandergeschaltet werden. Die erste thematische Einheit (Takt 1–8, C-Dur) ist durch ihr Staccato-Klopfmotiv mit Frage (forte) – Antwort (piano) – Struktur gekennzeichnet. Die nächste, nachsatzartige Passage Takt 9–16 (G-Dur) weist eine mehr fließende, jedoch abgesetzte Aufwärts-Bewegung auf. Es folgen drei weitere kurze, tänzerische Motive, das dritte in g-Moll im Wechsel von 2. und 1. Violine. Eine Variante des Klopfmotivs bildet ab Takt 29 die „Schlussgruppe“ des ersten Satzteils („Exposition“), der wiederholt wird.
Der kurze Mittelteil sequenziert zunächst die Frage-Antwort – Motivik aufwärts und greift dann die abgesetzte Aufwärts-Bewegung vom Satzanfang auf, die in der Reprise (Takt 65 ff.) ausgelassen wird. Die Reprise entspricht ansonsten dem ersten Satzteil. Auch Mittelteil und Reprise werden wiederholt.